# Flourensia
Flourensia là một chi thực vật có hoa trong họ Cúc (Asteraceae).

## Loài
Chi Flourensia gồm các loài: